# Gaoping
Pour les articles homonymes, voir Gaoping (homonymie).
Gaoping (高平 ; pinyin : Gāopíng) est une ville de la province du Shanxi en Chine. C'est une ville-district placée sous la juridiction administrative de la ville-préfecture de Jincheng.

## Démographie
La population du district était de 204 368 habitants en 2010.